# 紅帶袖蝶
紅帶袖蝶（學名：Heliconius melpomene）或稱詩神袖蝶，是釉蛺蝶屬中的一種蝴蝶。分佈在中美洲至巴西南部。牠與同屬的蝴蝶有著非常相近的斑紋，故很難分辨。其翅膀大而且長，前翅上有橙色斑汶。牠們有點像瓦氏袖蝶。紅帶袖蝶有多個形態，帶有毒性。寄主植物為西番蓮屬的植物。

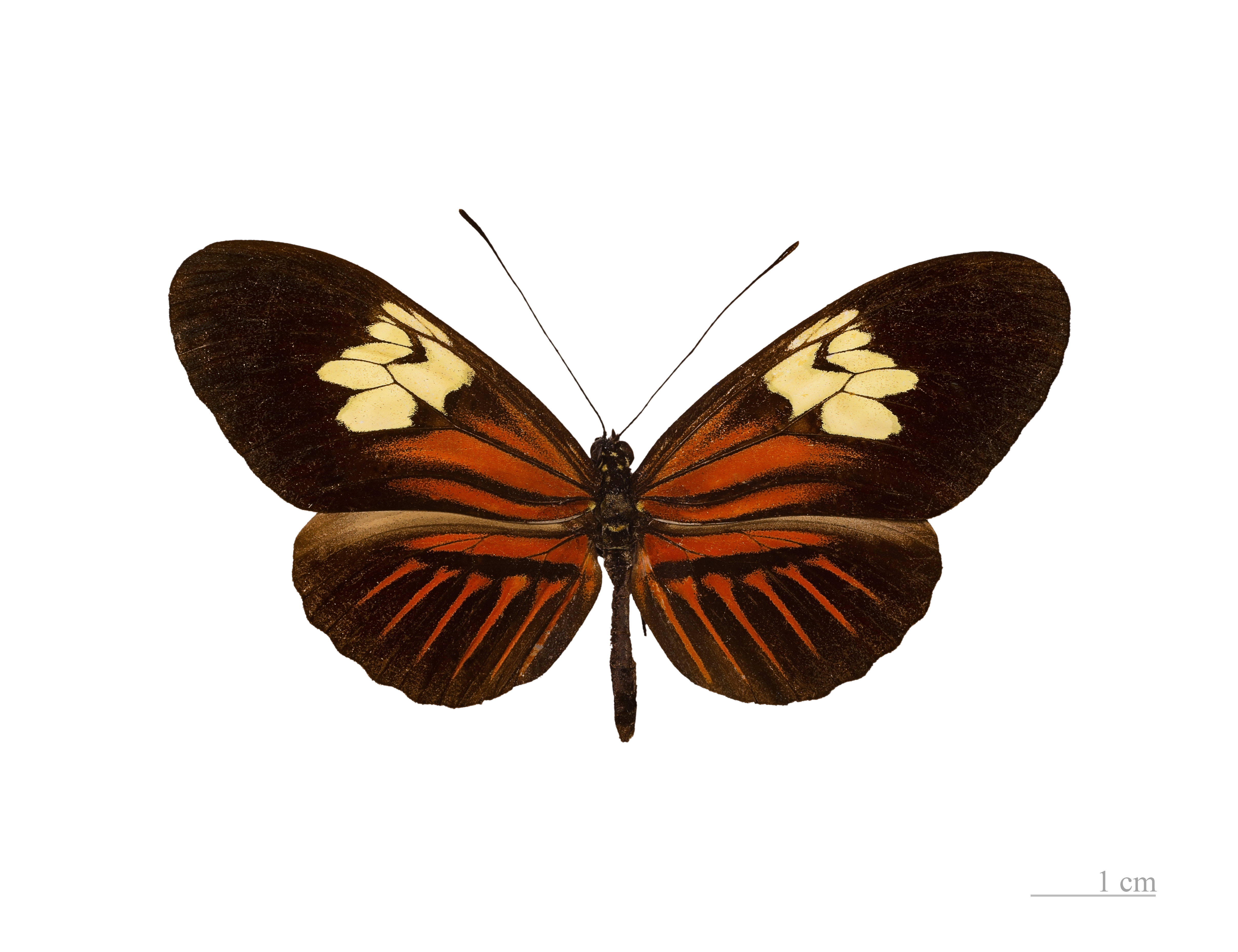
Heliconius melpomene penelope♂ 背侧
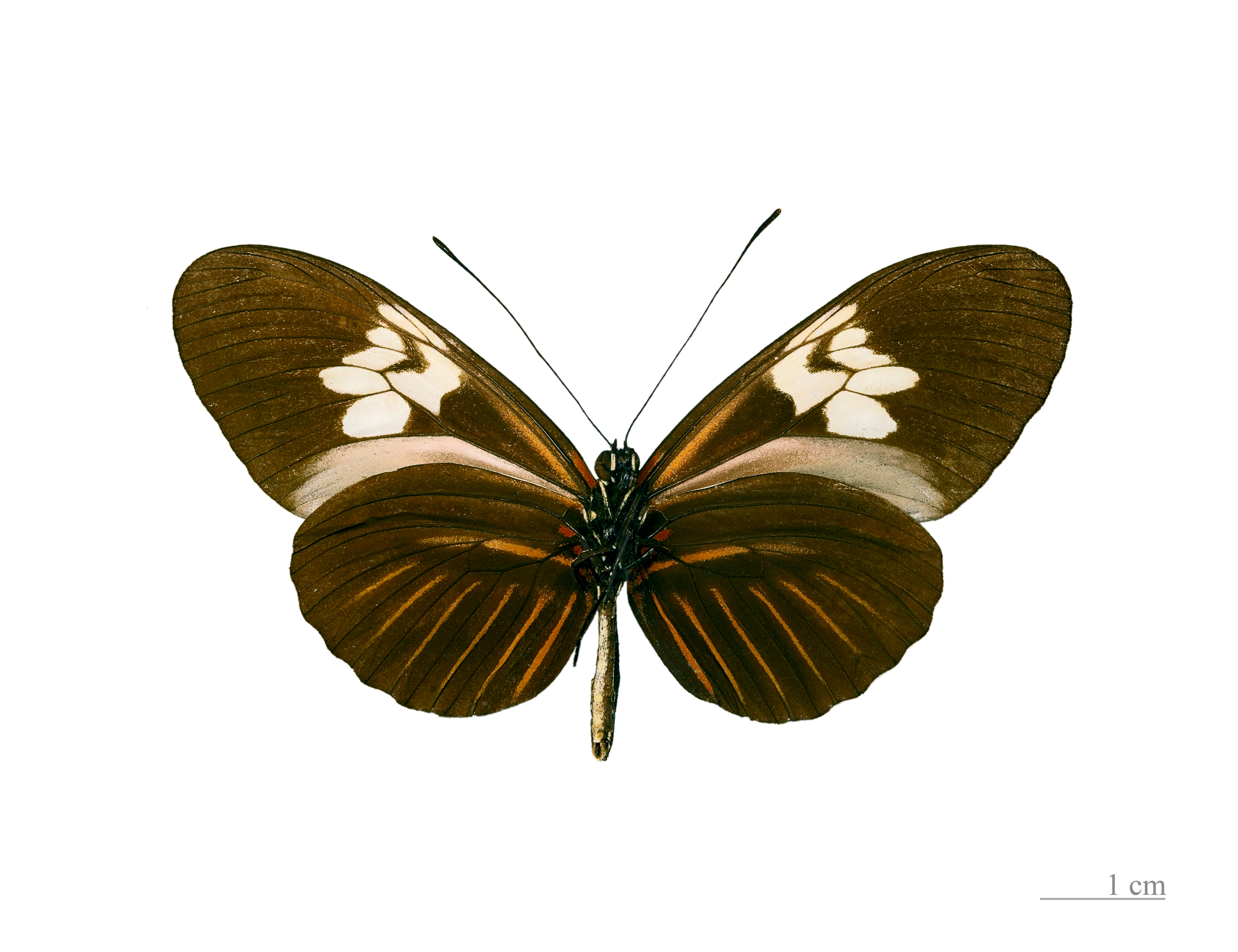
Heliconius melpomene penelope ♂ △
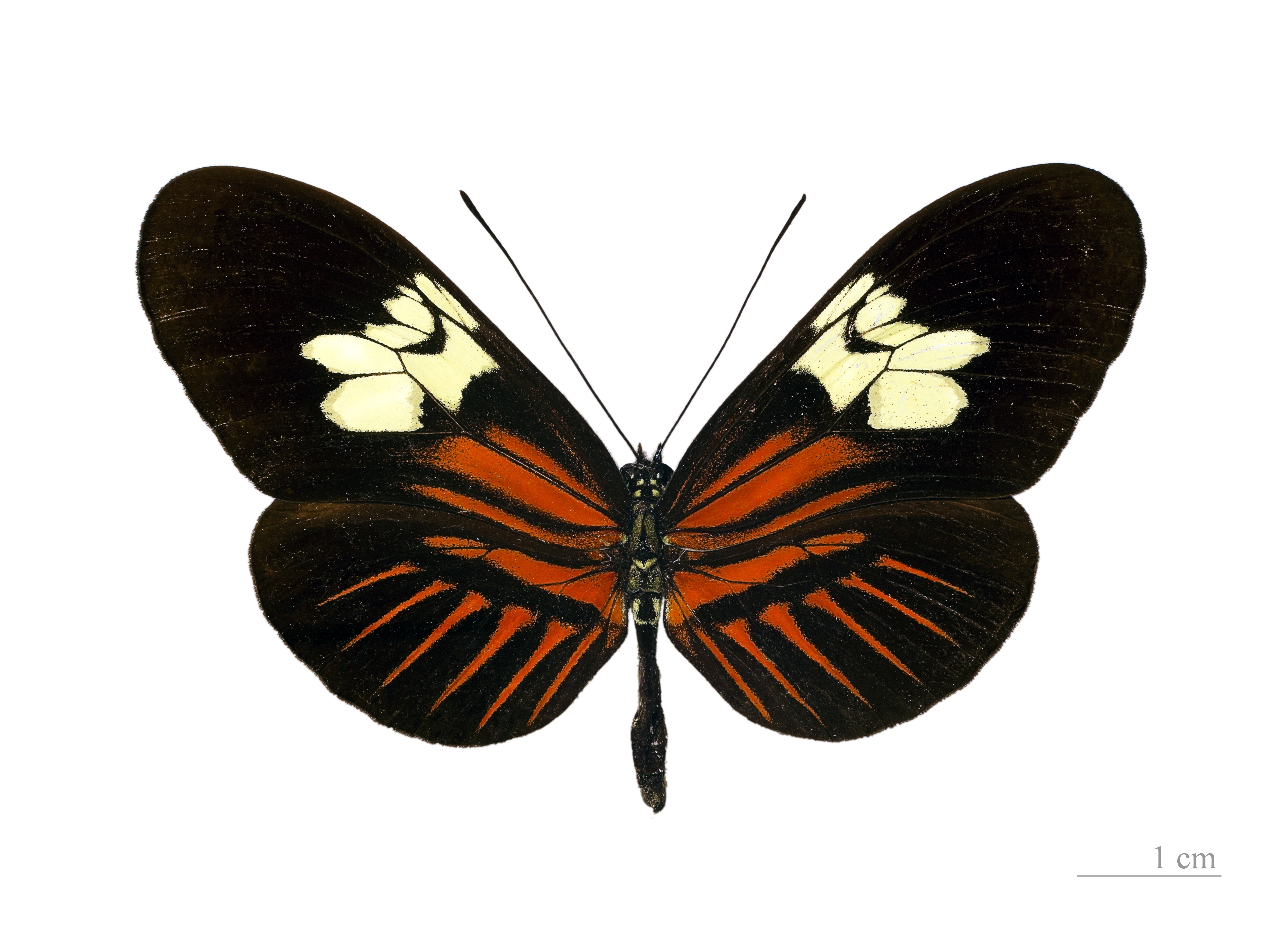
Heliconius melpomene penelope ♀ 背侧
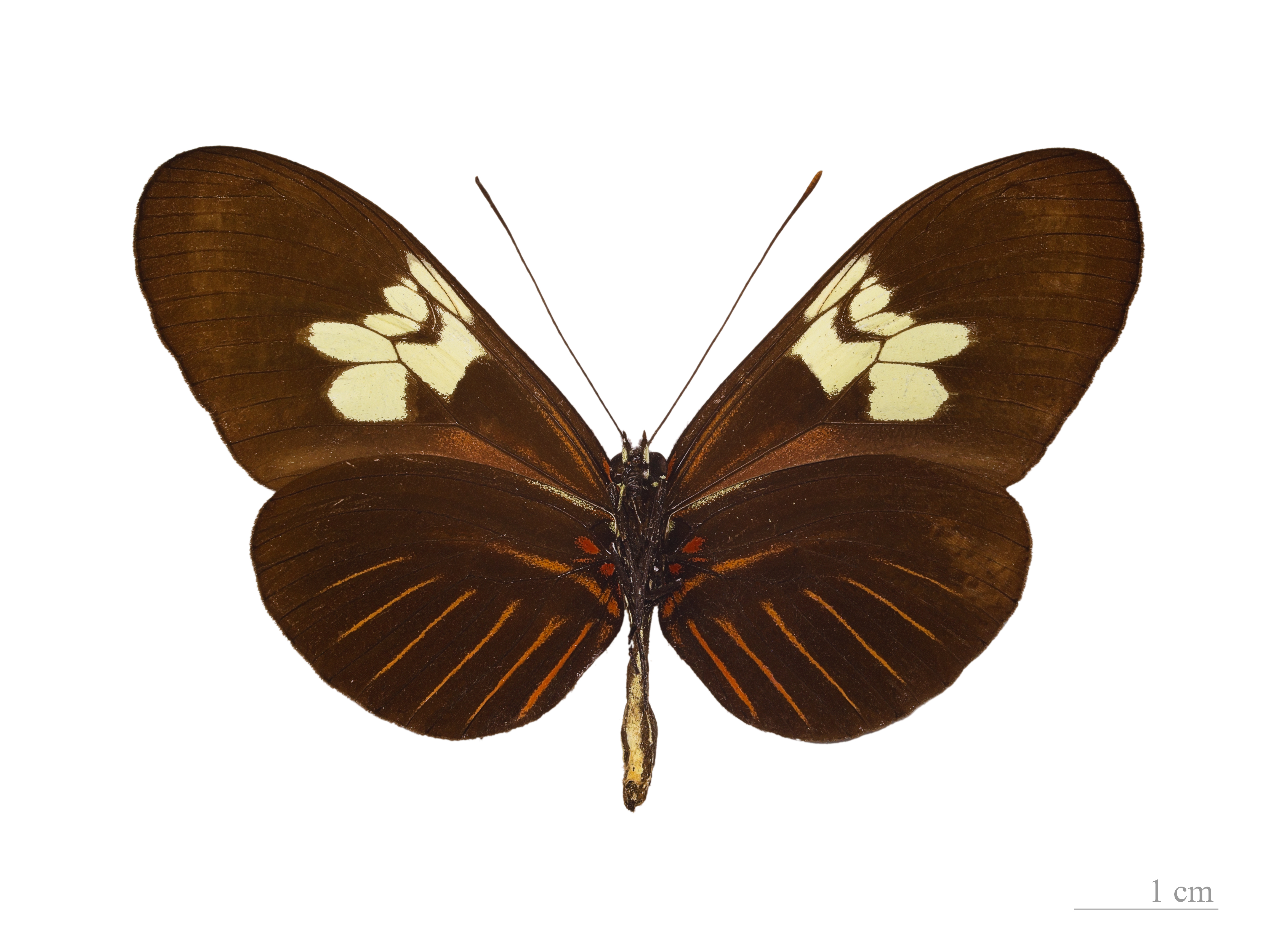
Heliconius melpomene penelope ♀ △